# Kingdom Under Fire: Heroes
Kingdom Under Fire: Heroes est un jeu vidéo de type hack 'n' slash développé par Blueside et Phantagram, édité par Microsoft Game Studios et sorti en 2005 sur Xbox.

## Accueil
- Jeuxvideo.com : 15/20[1]